# Universidad Tecnológica De Pereira
La Universidad Tecnológica de Pereira (UTP) é uma universidade colombiana, pública (estadual), que teve em 2006 com cerca de 14.000 estudantes de graduação e pós-graduação, estudando durante o dia, noite e dia em momentos especiais.
Ele está localizado no município de Pereira (Risaralda), uma cidade intermediária da Colômbia, com uma população estimada na região metropolitana (Dosquebradas, Pereira e La Virginia) para 800.000. A universidade está localizada no sudeste da cidade, na vila "La Julia".
Entre seus mais importantes provas de pé, e no processo são: Engenharia Industrial, Engenharia de Sistemas e Ciência da Computação, Engenharia Elétrica, Engenharia Mecânica, Engenharia Mecatrônica, Licenciatura em Espanhol e Literatura, Licenciatura em Filosofia, bacharel em Idioma Inglês, Bacharel em Comunicação e Educação Computer , Bacharel em Pedagogia Infantil, Química Industrial, Medicina, Medicina Veterinária e Zootecnia, Ciências do Desporto e Lazer e Gestão Ambiental.